# Dendrobrachia multispina
Dendrobrachia multispina is een zachte koraalsoort uit de familie Dendrobrachiidae. De koraalsoort komt uit het geslacht Dendrobrachia. Dendrobrachia multispina werd in 1991 voor het eerst wetenschappelijk beschreven door Opresko & Bayer. 